# アデリンダ (小惑星)
アデリンダ (229 Adelinda) は、小惑星帯に位置する大きくて暗い小惑星の一つで、C型小惑星に分類される。
キュベレー族に属し、木星との4:7の軌道共鳴状態にあると考えられている。
1882年8月22日にオーストリアの天文学者、ヨハン・パリサがウィーンで発見し、天文学者エトムント・ヴァイスの妻の名前にちなんで命名された。